# Dietmar Köhlbichler
Dietmar Köhlbichler (13 settembre 1963) è un ex sciatore alpino austriaco, vincitore della Coppa Europa nel 1984.

## Biografia
Specialista delle prove tecniche originario di Vils, Köhlbichler nella stagione 1983-1984 vinse sia la Coppa Europa generale, sia la classifica di slalom speciale; sempre in slalom speciale in Coppa del Mondo ottenne il primo piazzamento, il 16 dicembre 1984 a Madonna di Campiglio (15º), conquistò due podi, il 19 gennaio 1986 a Kitzbühel (3º) e il 18 gennaio 1987 a Wengen (2º), e colse l'ultimo piazzamento, il 22 marzo 1988 a Oppdal (10º). In Coppa Europa fu 3º sia nella classifica generale sia in quella di slalom speciale nel 1990 e nuovamente 3º nella classifica di slalom speciale nel 1991; non prese parte a rassegne olimpiche o iridate.

## Palmarès

### Coppa del Mondo
- Miglior piazzamento in classifica generale: 29º nel 1987
- 2 podi:
  - 1 secondo posto
  - 1 terzo posto

### Coppa Europa
- Vincitore della Coppa Europa nel 1984[1]
- Vincitore della classifica di slalom speciale nel 1984[1]
- 9 podi:
  -  5 vittorie
  -  1 secondo posto
  -  3 terzi posti[senza fonte]

### Campionati austriaci
- 3 medaglie[1]:
  - 1 oro (slalom speciale nel 1988)
  - 2 argenti (slalom speciale nel 1984; slalom speciale nel 1987)